# Grotenrath
Grotenrath is een plaats in de Duitse gemeente Geilenkirchen in de deelstaat Noordrijn-Westfalen. Het dorp ligt ten zuidwesten van de stad Geilenkirchen aan de Landesstrasse 42, die van Geilenkirchen naar Heerlen loopt. Grothenrath ligt aan de Roode Beek en tegen het natuurgebied de Teverener Heide aan, ongeveer twee kilometer van de Nederlandse grens. De bevolking is voor het overgrote deel rooms-katholiek.

## Geschiedenis
De eerste naamsvermelding, Grotenrode, dateert uit de 14e eeuw, en duidt op de betekenis "grote rode". Grothenrath viel toen onder het Gulikse Geilenkirchen. Vanaf de negentiende eeuw hoorde het bij de gemeente (Bürgermeisterei) Teveren. In 1828 bedroeg het inwoneraantal 619. Kerkelijk gezien werd Grotenrath pas in 1863 tot parochie verheven. Op 1 januari 1972 ging de gemeente Teveren op in Geilenkirchen, en daarmee werd Grotenrath een ortsteil. 

## Bezienswaardigheden
- Katholieke Sint-Corneliuskerk met bijzondere glas-in-lood-vensters. Neoclassicistische bakstenen zaalkerk (1844-1847). Het uitbreiding van het westelijk schip en de bouw van de toren met rombische spits is van 1911. Het hoofdaltaar is van 1650.
- Huiskruis
- Wegkruis

## Natuur en landschap
Grotenrath ligt in een landbouwgebied op een leemplateau op een hoogte van 100 meter. Naar het zuiden, richting Duits-Nederlandse grens, neemt de hoogte toe tot 120 meter. In het westen ligt het natuurgebied Teverener Heide. In het noordwesten ligt een NAVO-vliegbasis voorheen RAF Geilenkirchen.

## Literatuur

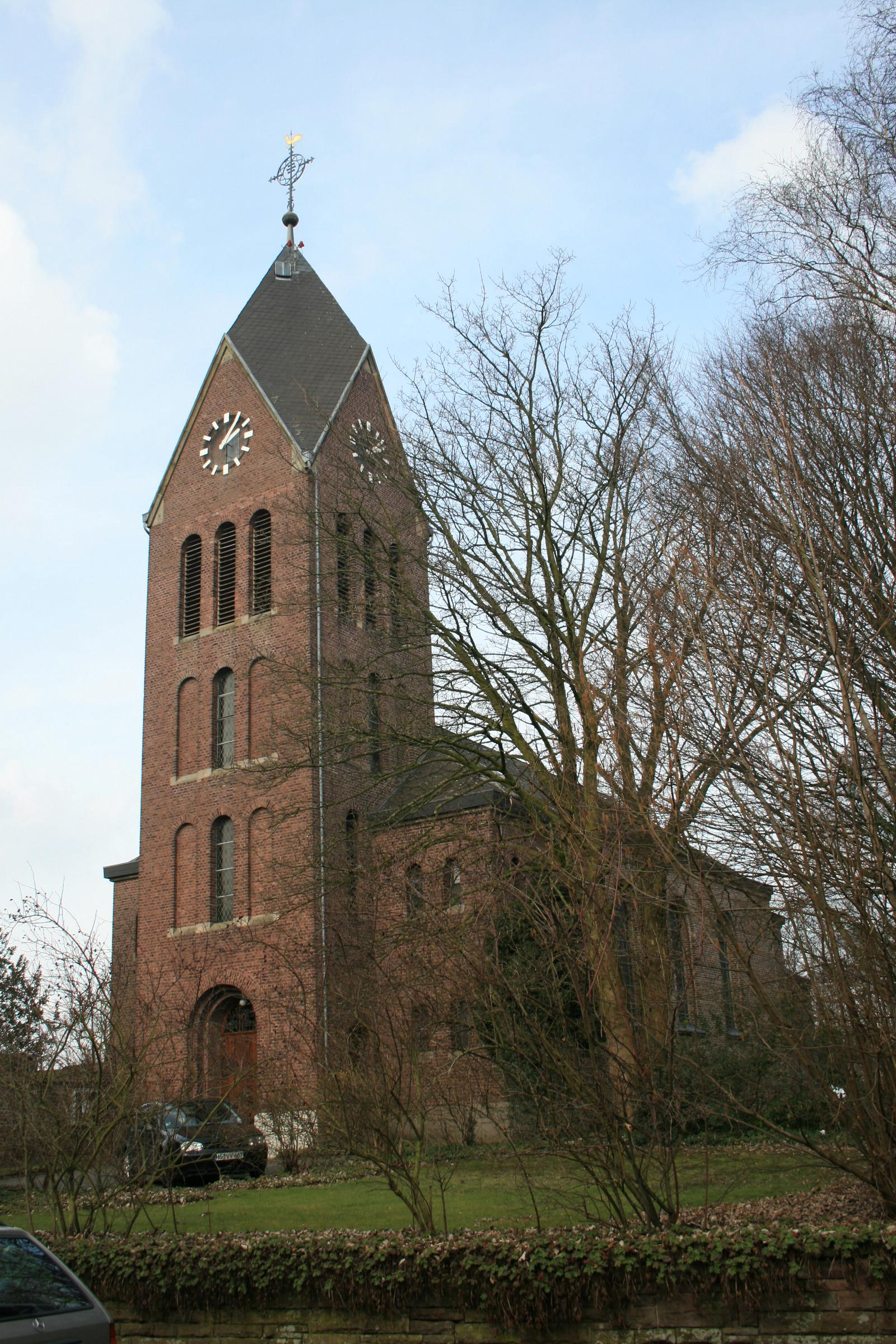
Sint-Corneliuskerk

## Nabijgelegen kernen
Scherpenseel, Teveren